# Медведевское сельское поселение (Челябинская область)
Медве́девское се́льское поселе́ние — муниципальное образование в Кусинском районе Челябинской области Российской Федерации.  В рамках административно-территориального устройства муниципальное образование  соответствует административно-территориальной единице Медведевский сельсовет.
Административный центр — село Медведевка.

## История
Статус и границы сельского поселения установлены Законом Челябинской области от 9 июля 2004 года № 244-ЗО «О статусе и границах Кусинского муниципального района, городских и сельских поселений в его составе».
В 2022 году посёлок железнодорожной станции Ай был передан из Медвенского сельского поселения в Златоустовский городской округ.

## Население
| 2002  | 2010  | 2011  | 2012  | 2013  | 2014  | 2015  |
| ----- | ----- | ----- | ----- | ----- | ----- | ----- |
| 1805  | ↘1710 | ↘1705 | ↘1667 | ↗1668 | →1668 | ↗1682 |
| 2016  | 2017  | 2018  | 2019  | 2020  | 2021  |       |
| ↘1670 | ↘1655 | ↘1640 | ↘1614 | ↘1576 | ↗1606 |       |

## Состав сельского поселения
| № | Населённый пункт | Тип населённого пункта       | Население |
| - | ---------------- | ---------------------------- | --------- |
| 1 | Медведевка       | село, административный центр | ↘1571     |
| 2 | Уртюшка          | посёлок                      | ↘129      |